# Ahimsa en el jainisme

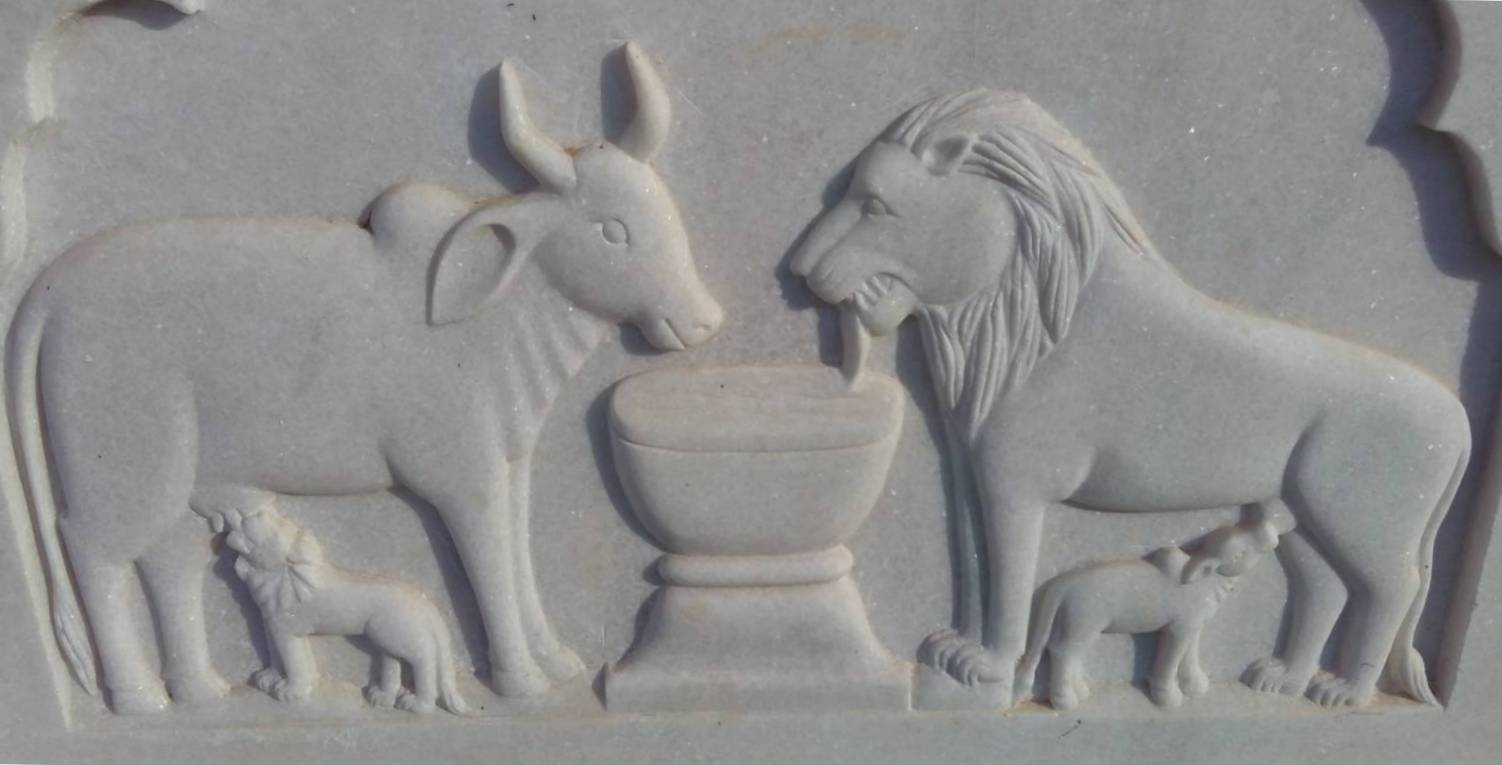
Representació en relleu d'Ahimsa

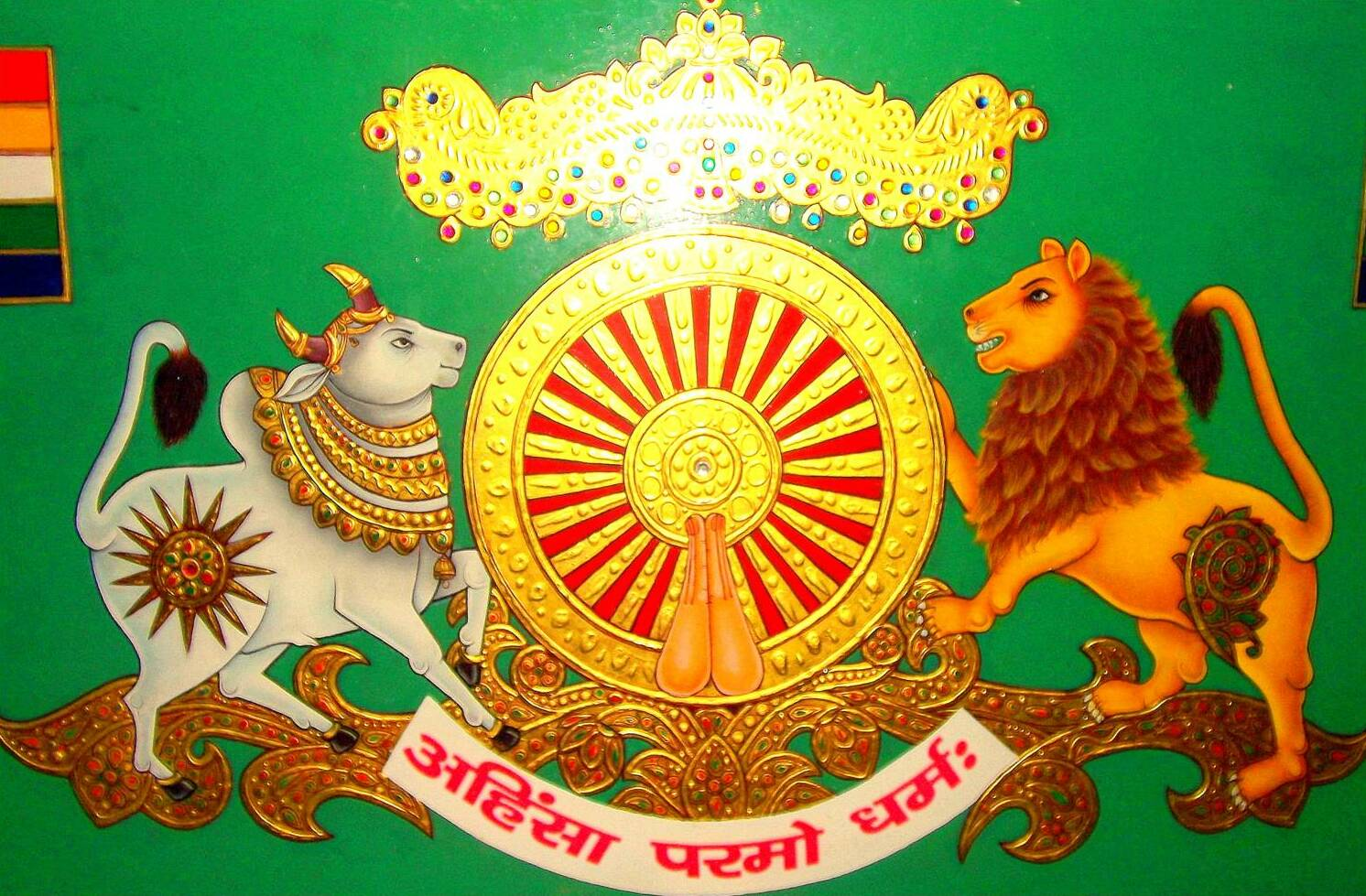
Pintura en un temple jainista amb la declaració "ahinsā paramo dharma" (no fer-se lesions és la virtut/religió més alta)

Ahimsã (Ahimsā, o també ahimsa, en sànscrit: अहिंसा AITS: ahimsā, pāli: avihimsā) és un principi bàsic que forma el pilar de l'ètica i la doctrina en el jainisme. L'Ahimsa va ser inclòs com a principi bàsic pel 24è i el darrer dels Tirthankara del jainisme, Mahavira, però no per cap altre dels anteriors. El terme ahimsa significa, literalment, la «no-violència cap a la vida», «no-dany» i que un «no pot ofendre una altra persona». El vegetarianisme i altres pràctiques i rituals no-violents dels jainistes sorgeixen del principi d'ahimsa. Hi ha cinc pecats específics del principi d'Ahimsa a les escriptures jainistes: lligar els animals, colpejar-los, mutilar les seves extremitats, sobrecarregar-los i negar-los el menjar i el beure. Qualsevol altra interpretació està subjecta a eleccions individuals i no estan autoritzada per les escriptures.
El concepte jainista d'ahimsa és molt diferent del concepte de no-violència que es troba en altres filosofies. La violència acostuma a associar-se al dany que es causa als altres. Però, segons la filosofia jainista, la violència es refereix principalment a fer-se mal a un mateix, un comportament que inhibeix la capacitat de l'ànima per aconseguir el moksa (l'alliberament del cicle de naixements i morts). Al mateix temps, però, també implica la violència cap als altres perquè és aquesta tendència, la de fer mal als altres, la que finalment perjudica la pròpia ànima. A més, els jainistes amplien el concepte d'ahimsa no només als humans, sinó a tots els animals, plantes, microorganismes i tots els éssers amb vida o potencial vital. Tota vida és sagrada i tot té dret a viure-la sense por del seu màxim potencial. Els éssers vius no han de témer aquells que han fet el vot d'ahimsa. Segons el jainisme, la protecció de la vida, també coneguda com abhayadānam, és la caritat suprema que una persona pot fer.
L'«Ahimsa Paramo Dharma» és una frase que se cita sovint tot seguida per la «Dharma Hinsa Tathaiva Cha». Això vol dir que la no-violència és la suprema religió, però per a protegir la religió, encara que requereixi de violència, és la forma suprema de religió, tot i que s'hauria de practicar com a excepció.
L'ahimsa no només indica l'absència de violència física, sinó que també indica l'absència de desig de caure en qualsevol tipus de violència. Els jainistes han defensat fermament el vegetarianisme i la no-violència al llarg dels segles.

## Visió general
Els textos jainistes expliquen que hi ha deu elements essencials o principis vitals; aquests són: els cinc sentits, l'energia, la respiració, la durada de la vida, l'òrgan de la parla i la ment. Els éssers vius es classifiquen en funció dels seus òrgans sensorials (indriya) i dels elements essencials de la vida (prana) que posseeixen. Segons els textos jainistes:
Els éssers amb un sol sentit posseeixen quatre elements essencials: l'òrgan sensorial del tacte, la força del cos o l'energia, la respiració i la durada de la vida.
Els éssers amb dos sentits en tenen sis, és a dir, el sentit del gust i l'òrgan de la parla, a més dels quatre anteriors.
Els éssers de tres sentits en tenen set amb l'addició de l'olfacte.
Els éssers de quatre sentits en tenen vuit amb l'addició del sentit de la vista.
Es diu que els dotats de ment tenen deu vitalitats amb l'addició de la ment. Segons Tattvartha Sutra, una de les escriptures jainistes més importants, "la separació de la vitalitat per passió és un mal". Per tant, com més gran és el nombre de sentits i vitalitats que té un ésser, més gran és la seva capacitat per patir i sentir dolor. Per tant, segons el jainisme, la violència contra éssers amb sentits superiors com l'home, la vaca, el tigre i els que tenen cinc sentits i la capacitat de pensar i sentir el dolor atrau més karma que la violència contra éssers amb menys sentits com els insectes, o els éssers amb un sol sentit com els microbis i les plantes.
Dels cinc tipus d'éssers vius, es prohibeix al cap de família matar, o destruir, intencionadament, a tots els éssers vius excepte els més inferiors (com ara les verdures, les herbes i els cereals, que només estan dotats del sentit del tacte). Però, els ascètics han d'evitar, fins i tot, ferir els éssers d'un sol sentit en la mesura del possible.
Per tant, el jainisme demana als seus seguidors que evitin completament la violència als éssers amb sentits superiors i, sempre que sigui possible, minimitzin la violència als éssers amb sentits inferiors i amb un sol sentit.
Els jainistes coincideixen amb els hindús que la violència en defensa pròpia es pot justificar, i coincideixen també que un soldat que assassina els seus enemics en combat està fent un deure legítim. Les comunitats jainistes van acceptar l'ús del poder militar per a la seva defensa. Hi havia monarques, comandants militars i soldats jainistes.

## Vot d'Ahimsā
En el jainisme, tant els ascètics com els caps de família (śrāvaka), han de seguir cinc vots principals (vratas). Els ascètics respecten aquests cinc vots de manera més estricta i, per tant, segueixen una abstinència completa.
- L'Ahimsa es formalitza com el primer i principal vot a la doctrina jainista. El devot no ha de fer mal a cap ésser viu amb accions, paraules o pensaments.[18] El text jainista Puruşārthasiddhyupāya tracta sobre el comportament que hom espera del cap de família (śrāvaka) i, per tant, discuteix el vot fonamental d'Ahimsa en detall. Hi ha dos tipus d'Ahimsa: la Bhav Ahimsa i la Karma Ahimsa. La Bhav Ahimsa no fereix a ningú en pensaments i intencions, mentre que la Karma Ahimsa no perjudica a ningú a través d'algunes accions o paraules. El text exposa que "totes aquestes subdivisions (el dany, la falsedat, el robatori, la falta de castedat i l'afecte) són hiṃsā com a senyal d'indulgència que embruta la naturalesa pura de l'ànima. La falsedat, etc., s'han esmentat per separat només per fer que el deixeble entengui a través d'il·lustracions".[19]

- Satya (veritat). La causa subjacent de la falsedat és la passió i, per tant, es diu que causa hiṃsā (sofriment).[20] Segons el text jainista Sarvārthasiddhi, S.A. Jain tradueix, "allò que causa dolor i sofriment als vius no és lloable, tant si es refereix a fets reals com si no és irrellevant".[21]

- Asteya (no lladre). Segons Puruşārthasiddhyupāya, impulsat per les passions, prendre qualsevol cosa que no s'hagi donat s'anomena robatori i atès que el robatori causa sofriment, és hiṃsā.

- Brahmacharya. Significa castedat per als amos de la llar i celibat en acció, paraules i pensaments per als ascetes. La falta de castedat (abrahma) és la copulació sorgida del desig sexual. Hi ha un sofriment generalitzat per als que viuen en la copulació i, per tant, és hiṃsā. Així com una barra calenta de ferro inserida en un tub ple de llavors de sèsam les crema, de la mateixa manera, molts éssers moren durant les relacions sexuals.

- Aparigraha (no possessió): segons els textos jainistes, l'afecció a les possessions (parigraha) és de dos tipus: l'afecció a les possessions internes (ābhyantara parigraha) i la vinculació a les possessions externes (bāhya parigraha).[22] Les catorze possessions internes són: la creença errònia, les tres passions sexuals (passió sexual masculina, la passió sexual femenina i passió sexual de la castració), també els sis defectes (riure, agradar, desagradar, tristesa, por i fàstic), i les quatre passions (ira, orgull, engany i cobdícia).[23] Segons els textos jainistes, "es demostra que les possessions internes són hiṃsā, ja que només són un nom més per a himsā". Les possessions externes es divideixen en dues subclasses, les no vives i les vives. "Les possessions externes, a causa de la passió de l'afecció que creen entre elles, es tornen himsā".[24]

### Pràctiques ascètiques per a l'adhesió a l'ahimsa
Aquests cinc vots s'anomenen Mahāvratas (vots principals) quan són observats per un ascètic. Ahimsa és el primer i més important de tots els vots. Els monjos i les monges jainistes han de situar-se entre les persones menys violentes del món. S'espera que un ascètic jainista mantingui el vot d'Ahimsa al més alt nivell, fins i tot a costa de la seva pròpia vida. Els altres quatre vots principals (la veritat, el no robaràs, la no possessió i el celibat) són, de fet, una extensió del primer vot de no-violència completa. Les pràctiques ascètiques de renúncia absoluta als afers i les possessions mundanes, la negativa a romandre en un sol lloc durant molt de temps, i la pràctica contínua d'austeritats com el dejuni, etc., estan orientades al compliment de l'Ahimsa. Els mendicants jainistes compleixen un rigorós conjunt de normes de conducta, on han de menjar, dormir i fins i tot caminar amb total diligència i amb la consciència que fins i tot caminar mata centenars d'éssers minúsculs. Els ascètics jainistes escombren el terra abans de passar per evitar ferir les formes de vida més minúscules. Generalment, netegen el terra d'insectes abans de trepitjar-lo. Els monjos digambara no porten roba i mengen només quan no ha estat preparada per a ells. Els ascètics de la tradició Śvētāmbara duen una màscara petita per evitar ingerir insectes petits. L'observació de tres guptis o (autocontrols) de la ment, el llenguatge i el cos i cinc samiti tenen com a finalitat ajudar els monjos a respectar el vot d'Ahimsa sense problemes. Un monjo ha de conrear l'hàbit de la cura (samti) en els cinc àmbits següents:
- caminar, per no ferir cap ésser viu;
- el llenguatge, per tal de no ofendre a ningú amb un llenguatge ofensiu i desagradable, o per un ús descuidat de paraules que incitin els altres a actes violents;
- menjar, per no causar danys a cap ésser viu;
- manipular coses: l'atuell d'aigua, els llibres i l'escombreta de plomes, amb la qual hi ha un gran perill de malferir els petits insectes; i
- evacuació i eliminació d'excrements, orina, i similars.

Un monjo jainista dedica tot el dia en assegurar-se que compleix el seu vot d'ahimsa a través de la ment, el cos i la parla de manera impecable. Aquest comportament aparentment extrem dels monjos prové de la sensació que cada acció, per subtil que sigui, té un efecte kàrmic que pot lligar l'ànima i inhibir l'alliberament, especialment aquelles que resulten en hiṃsā (lesions).

### Adhesió al vot dels caps de família
Un laic jainista, a causa de les seves obligacions domèstiques i professionals, és incapaç de complir els cinc vots principals de l'ascètica. Per tant, segueix l'aṇuvrata o vots menors que, tot i que són semblants als vots principals dels ascetes, se segueixen amb menor rigor. És difícil, però, per un profà evitar una mica de violència a éssers immòbils amb un sol sentit en el procés d'ocupació, cuinar, autodefensa, etc. Per això es compromet a no matar sense un propòsit necessari i una intenció determinada a un ésser sensible en moviment quan sigui innocent. Lligar, ferir, mutilar, carregar amb una càrrega pesant i privar d'aliments i begudes qualsevol animal o ésser humà, amb la ment contaminada per la ira i altres passions són les cinc aticāra o violacions del vot d'ahimsa. Tanmateix, cal entendre que, en última instància, hi ha una progressió espiritual limitada i cap emancipació a menys que es compleixin els vots principals.
El jainisme és potser l'única religió del món que obliga a tots els seus fidels a seguir una dieta vegetariana estricta. Els jainistes estrictes eviten els aliments vegetarians que també causen més danys als éssers vius, com ara arrels, bulbs, verdures de llavors múltiples, etc. La importància de l'ahimsa es manifesta de moltes altres maneres en la vida quotidiana dels jainistes. Per a un profà significa participar en activitats que redueixin la violència contra éssers vius. No es porten pells, plomes ni seda. L'ús de cuir es redueix al mínim i, en qualsevol cas, ha de ser d'animals morts de manera natural. Els aliments es mengen, generalment, durant el dia, tret que sigui inevitable, ja que hi ha massa perill de ferir els insectes en cuinar a la nit. El jainista no deixarà un llum oberta ni un recipient amb líquid destapat perquè cap insecte despistat pugui morir; fins i tot amb aquesta precaució, els líquids sempre es filtren abans d'utilitzar-los. Al llarg dels anys, els jainistes han tractat d'evitar treballs que inevitablement comportin lesions, i això explica el nombre desproporcionat que ha entrat a la banca, el comerç i altres oficis mercantils.

### Pecats
El text jainista enumera cinc pecats del vot d'ahimsa:
- Lligar els animals massa fort;
- Colpejar-los sense pietat;
- Mutilar les seves extremitats;
- Sobrecarregar-los;
- No donar-los menjar o beure.

Un rei que lluita per defensar el seu imperi, però, no viola el vot d'ahimsa, perquè el seu motiu és protegir els seus súbdits. El mateix passa amb el jutge que castiga per mantenir l'ordre.

## Visió filosòfica

### Elements importants
Mentre que el jainisme exigeix el compliment de la no-violència total per part dels ascètics, sovint s'argumenta que l'home està constantment obligat a participar en activitats destructives com menjar, beure, respirar i sobreviure per mantenir el seu cos. Segons el jainisme, la vida és omnipresent amb infinits éssers, inclosos els microorganismes que impregnen totes i cadascuna de les parts de l'univers. Per tant, encara és possible evitar matar animals de grans dimensions, però és impossible evitar acabar amb subtils microorganismes a l'aire i l'aigua, amb la vida vegetal i amb diversos tipus d'insectes que podem aixafar caminant.
Tanmateix, el concepte jainista d'ahimsa és força diferent del que s'entén habitualment per violència. Es defineix la violència més pels motius i les conseqüències per a un mateix que no pas per l'acte mateix. A més, segons les escriptures jainistes, causar la mort a organismes menys desenvolupats comporta menys karmes que causar-la a animals desenvolupats, ja que els karmes que es generen en la pràctica dels deures religiosos desapareixen de manera impecable gairebé immediatament. Per tant, és possible seguir la no-violència de manera completa amb el coneixement correcte, fins i tot quan es produeix alguna violència exterior als éssers vius en el curs de l'exercici de deures religiosos, a través d'una observació i una actitud mental sana i amb cura sense cap afecció.

#### Atenció
Segons el jainisme, un monjo que no té cura en les seves activitats és culpable de violència independentment de si un ésser viu segueix viu o mor; d'altra banda, la persona que està sempre atenta i té cura de complir la samitis (les regles de conducta) no experimentarà cap esclavitud kàrmica, senzillament perquè la violència pot estar vinculada amb les seves activitats. La cura va arribar a ser vista com una defensa dels monjos contra la violència en el jainisme. Tattvārthasūtra defineix l'hiṃsā o violència com el punt final d'una vida mitjançant una activitat negligent de la ment, el cos i la parla. Així doncs, l'acció en el jainisme es considera realment violenta només quan va acompanyada d'una negligència.

#### Estats mentals i intenció
L'ahimsa no només indica l'absència de violència física, sinó que també indica la falta de desig d'exercir cap tipus de violència. Els jainistes han defensat fermament el vegetarianisme i la no-violència al llarg dels segles. Com que l'ahimsa és el centre de la filosofia jainista, els mestres Ācāryas han compost, a través dels segles, materials doctrinals força elaborats i detallats sobre els seus diferents aspectes.
Paul Dundas cita Ācārya Jinabhadra (segle VII), que mostra que l'omnipresència de les formes de vida a l'univers no ha d'inhibir del tot el comportament normal dels ascètics:
La intenció és la que importa en l'última instància. Des del punt de vista real, un home no es converteix en un assassí només perquè ha matat o perquè el món està ple d'ànimes, o, pel contrari, és innocent només perquè no ha matat físicament. Fins i tot si una persona en realitat no mata, es converteix en un assassí si té la intenció de matar. Un metge ha de causar dolor, però és no violent i innocent perquè la seva intenció és pura: la intenció és el factor decisiu, i no l'acte extern.
Per tant, la intenció pura juntament amb l'atenció es considerava necessària per practicar l'ahimsa, ja que els jainistes van admetre que, encara que la intenció fos pura, els actes negligents sovint provocaven violència sense saber-ho.

#### Coneixement
Els jainistes també consideraven el coneixement adequat com un requisit previ per practicar l'ahimsa. Cal saber què és viu i què no per practicar l'ahimsa de manera impecable. Una persona que confon el que és viu i el que no mai no pot practicar la no-violència. Daśavaikālika Sūtra va manifestar:
"Primer el coneixement i després la compassió. Així es manté el control absolut. Com pot ser compassiu un ignorant quan no pot distingir entre el bé i el mal?"
Afegeix:
"El coneixement del que es viu o inanimat permetrà tornar-se compassiu amb tots els éssers vius. Sabent això, tots els aspirants passen del coneixement a les virtuts eternes. Què pot fer un ignorant? Com sap què és honorable i què és dolent?"
El coneixement també es considera necessari per destruir els karmes. Saman Suttaṁ va dir:
"Els ignorants no poden destruir els seus karmes amb les seves accions, mentre que els savis poden fer-ho amb la seva inacció, és a dir, controlant les seves activitats perquè estan lliures de cobdícia i passions luxoses i no cometen cap pecat, ja que romanen satisfets".

### Anekantavada
L'Anekantavada fa referència als principis del pluralisme en la relativitat de la veritat. Els jainistes sostenen que la veritat és polifacètica i té múltiples vessants que la fan difícil de comprendre completament. Anekantavada descriu el món com una realitat polièdrica i en constant canvi amb infinits punts de vista relatius al temps, el lloc, la natura i l'estat de qui és l'espectador i el que es veu. El que és cert des d'un punt de vista és qüestionable des d'un altre. La veritat absoluta no es pot entendre només des d'un punt de vista particular, perquè la veritat absoluta és la suma total de tots els punts de vista diferents que formen l'univers. Com que està arrelat en aquestes doctrines, el jainisme no pot defensar exclusivament les opinions de cap individu, comunitat, nació o espècie. Reconeix, bàsicament, que són vàlids altres punts de vista i estils de vida. Aquesta percepció condueix a la doctrina del syadvada o la predicació de les set maneres què afirma la veritat des de diferents punts de vista. Anekantavada és la doctrina i Syadvada és la seva expressió. Segons els filòsofs jainistes, totes les afirmacions filosòfiques importants s'han d'expressar d'aquestes set maneres per eliminar el perill del dogmatisme (ekanta) a la filosofia. El concepte de syadvada permet als jainistes acceptar la veritat en altres filosofies des de les seves perspectives, inculcant així una tolerància cap a altres punts de vista. La doctrina de l'Anekantavada no és absolutista i està fermament en contra de tots els dogmatismes, fins i tot qualsevol afirmació on es digui que només el jainisme és el camí religiós correcte.

### Diversos aspectes i conseqüències de la violència
Ācārya Amṛtacandra ha descrit com les conseqüències de la violència (els karmes atrets) difereixen d'una persona a una altra pels tipus d'actes similars i diferents. Una violència lleu pot tenir conseqüències greus per a una persona, mentre que per a una altra la violència greu pot tenir conseqüències menors. Per exemple, una persona que caça i mata només un animal petit pateix conseqüències greus, mentre que una persona que construeix un temple o un hospital pateix conseqüències kàrmiques més lleus tot i que la seva construcció mata molts més animals. Fins i tot quan la violència és comesa conjuntament per dues persones, el mateix acte pot tenir conseqüències greus per a una persona i lleus per a una altra. Això pot passar quan el líder i planificador de la violència vincula karmes greus, mentre que un seguidor vincula karmes molt menors. Qui en realitat no comet violència pot ser responsable de l'hiṃsā, mentre que el que realment la comet no n'és responsable. Per exemple, un lladre que fracassa en el seu robatori encara és un delinqüent, però un cirurgià curós que intenta salvar un pacient no és responsable de la violència encara que aquest mori durant la cirurgia. Les persones que no han comès violència poden ser responsables de la violència comesa per altres. Això pot passar quan una violència exercida per algú és aprovada i instigada per una altra persona. Ahimsa sovint resulta l'himsa per uns i l'himsa de vegades pot resultar l'ahimsa per uns altres. Per exemple, una persona salva una altra de l'opressió mitjançant l'ús de la violència i, per tant, gaudeix de les conseqüències de l'ahimsa encara que recorre a la violència, mentre que una altra no fa res per salvar algú desitjant que l'altra persona no se salvi i, com a resultat, pateix les conseqüències de la violència encara que en realitat no hagi fet res.

### Tipus de violència
Mentre que els escètics jainistes contemplen una no-violència absoluta, pel que fa a un cap de casa jainista, la violència es classifica de la següent manera:
Sankalpinī hiṃsā o violència intencionada: la violència intencionada comesa deliberadament és la pitjor forma de violència i és una transgressió del vot de no-violència del laic. Exemples de sankalpinī hiṃsā: matar per caçar, divertiment o condecoració, sacrificar o cometre una carnisseria per menjar, matar o ferir per enemistat, la malícia o entremaliadures. Un cap de família ha de renunciar totalment al sankalpinī hiṃsā.
Virodhinī hiṃsā o autodefensa: es pot practicar l'autodefensa contra un lladre, un assassí o qualsevol altre criminal. Aquesta autodefensa és necessària quan el mal ataca.
Āṛambhinī (Graharambhi) hiṃsā o violència domèstica: aquesta violència es comet inevitablement en el curs de la preparació dels aliments, la neteja de la llar, el rentat, la construcció de cases, pous, etc.
Udyoginī hiṃsā o violència laboral: aquesta violència està relacionada amb empreses que treballen l'agricultura, la construcció i les indústries d'explotació, etc. Tot i que el sankalpinī hiṃsā s'ha d'evitar sigui com sigui, els altres tres tipus d'hiṃsā, encara que siguin inevitables en alguns casos, no haurien de sobrepassar les obligacions estrictes de complir amb els deures d'un cap de família. A més, no s'haurien de deixar influenciar per desitjos com la ira, la cobdícia, l'orgull i l'engany o cediran a la sanpalkinī hiṃsā.

### Formes de cometre violència

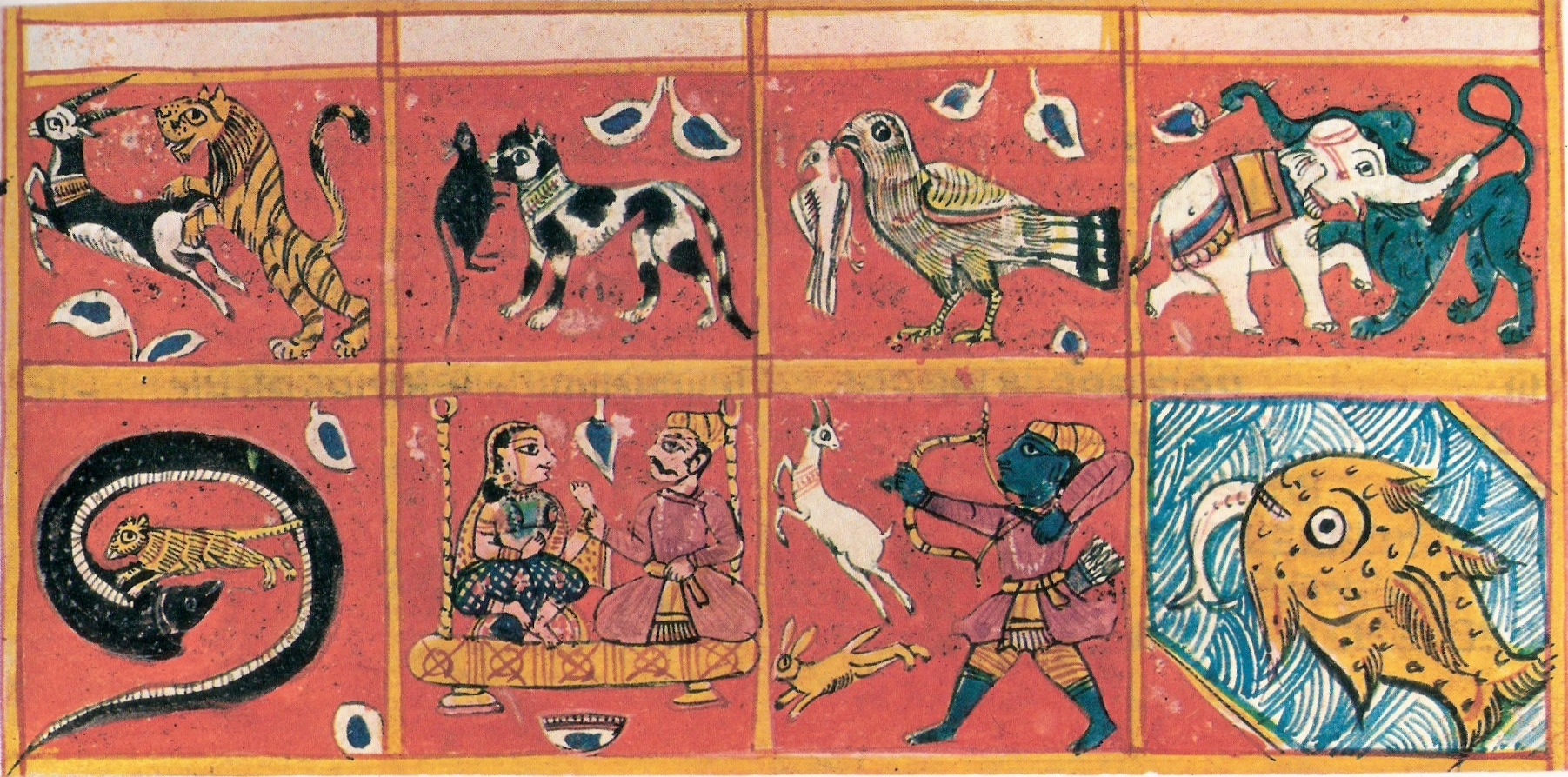
Violència (Himsa) tècnica d'aiguada,, Gujarat representa animals de presa amb les seves víctimes. La parella principesca simbolitza l'amor, que és una altra ocasió de violència.

Seria un error, però, concloure que l'Ahimsa només prohibeix la violència física. Un dels primers texts jainistes deia: "A través de les tres formes de càstig: pensaments, paraules i fets, no ferireu els éssers vius". De fet, la violència es pot cometre mitjançant la combinació dels quatre factors següents: 
1. La instrumentalitat de les nostres accions. Podem cometre violència a través de:
a. el cos, és a dir, l'acció física
b. la paraula, és a dir, l'acció verbal, o
c. la ment, és a dir, accions mentals
2. El procés de cometre violència. Això inclou si
a. només si decidim planejar o actuar,
b. ens preparem per a l'acció, per exemple, com la recollida de materials o armes necessàries, o
c. de fet comencem l'acció.
3. El mode dels nostres actes si
a. nosaltres mateixos cometem violència
b. instiguem els altres a cometre-la, o
c. donem la nostra aprovació silenciosaLa motivació per a l'acció
4. Inclou quines de les següents emocions negatives motiven la violència.
a. ràbia
b. cobdícia
c. orgull
d. manipulació o engany.
En el jainisme, "la no manifestació de desitjos com l'aferrament és no lesió (ahimsa) i la manifestació d'aquests desitjos és lesió (himsa)". Això s'expressa com l'essència de les escriptures del janaisme.

## La raó de la no-violència

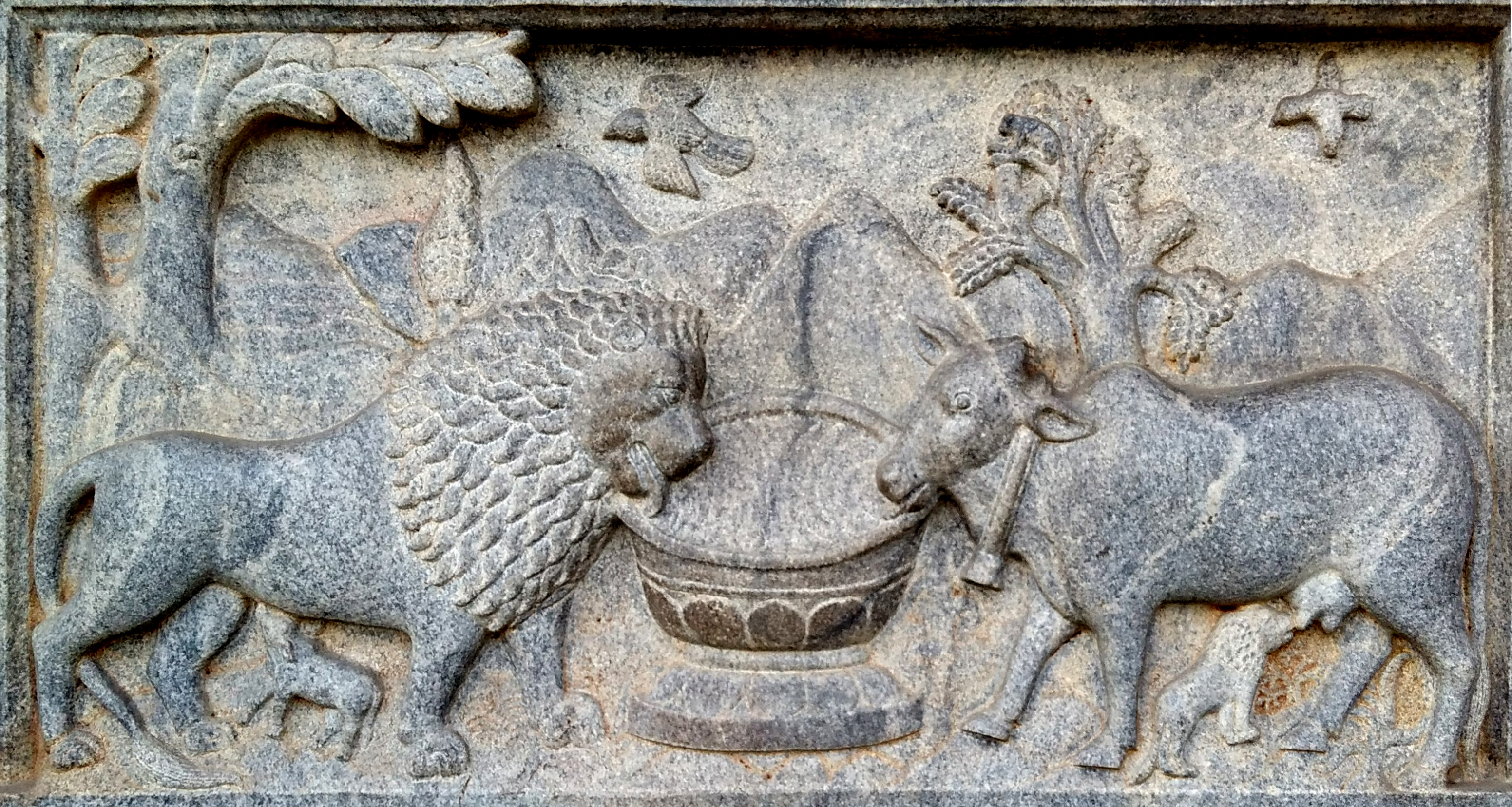
Escultura que representa la declaració "ahimsā paramo dharma"

Segons el jainisme, el propòsit de la no-violència no és perquè sigui un manament d'un Déu o de qualsevol altre ésser suprem. El seu propòsit tampoc és perquè el seu compliment afavoreixi el benestar general de l'estat o de la comunitat. Si bé és cert que en el jainisme els mandats morals i religiosos van ser establerts com a llei pels Arhats, que han assolit la perfecció mitjançant els seus esforços morals suprems, la seva adhesió no és només per agradar a un Déu, sinó que la vida dels Arhats ha demostrat que els manaments van ser conductors per al propi benestar d'Arhat, ajudant-lo a assolir la victòria espiritual. De la mateixa manera que Arhats va aconseguir la victòria espiritual practicant la no-violència, també ho pot fer qualsevol que segueixi aquest camí. Un altre aspecte que proporciona una justificació per evitar l'hiṃsā és que qualsevol acte d'hiṃsā té com a resultat l'hiṃsā en un mateix. Qualsevol acte de violència encara que de manera externa es veu perjudicial per als altres, de fet, perjudica l'ànima de la persona que s'entrega a l'acte. Per tant, per un acte de violència, una ànima pot danyar o no les vitalitats materials conegudes com a dravya praṇa d'una altra persona, però sempre causarà un dany al seu propi bhāva praṇa o les vitalitats psíquiques en lligar l'ànima amb el karma. Seria un error veure l'Ahimsa en el jainisme des de qualsevol perspectiva sentimental. La doctrina jainista de la no lesió es basa en la consciència racional, no en la compassió emocional; en la responsabilitat cap a un mateix, ni pel companyerisme. El leitmotiv d'Ahimsa és totalment egocèntric i en benefici de l'individu. I, tanmateix, tot i que l'èmfasi està en l'alliberament personal, l'ètica jainista fa que aquest objectiu només sigui possible a través de la consideració cap als altres.
A més, segons la teoria kàrmica jainista, totes i cadascuna de les ànimes, inclosa la pròpia, s'han reencarnat com a animal, planta o microorganisme innombrables vegades, a més de reencarnar-se com a humans. El concepte d'Ahimsa és més significatiu quan s'entén conjuntament amb el concepte de karma. Com que la filosofia de la transmigració de les ànimes inclou el renaixement en forma animal i humana, crea un sentiment humanitari de parentiu entre totes les formes de vida. Parasparopagraho jīvānā és el lema del jainisme i es tradueix com «tota la vida està interrelacionada i és el deure de les ànimes ajudar-se mútuament», també ofereix un enfocament racional dels jainistes cap a l'Ahimsa. En conclusió, la insistència de l'Ahimsa no es refereix tant a la no lesió als altres com a la no lesió i al benestar espiritual del mateix. La raó final de l'Ahimsa es refereix fonamentalment als resultats kàrmics de l'hiṃsā sobre un mateix, més que la preocupació pel benestar d'altres éssers per si mateix.

## L'Ahimsa i el vegetarianisme
La dieta vegetariana jainista és practicada pels seguidors de la cultura i la filosofia jainistes. Es considera una de les classes de dieta espirituals més rigoroses motivada al subcontinent indi i més enllà. La cuina jainista és completament vegetariana, i també exclou les patates, la ceba i l'all, com la gastronomia budista del Shojin-Ryori del Japó.
Segons Amṛtacandra Sūri:
"Aquells que vulguin renunciar a l'hiṃsā, primer de tot, han de fer un esforç per abandonar el consum de vi, carn, mel i les cinc fruites udumbara" (els cinc arbres udumbara són el Gular, l'Anjeera, el Banyan, el Peepal i el Pakar, tots pertanyents a la classe de figues).
Els monjos ascetes practiquen les formes més estrictes de la dieta jainista. Això també inclou les patates i altres tipus de verdures d'arrel. La manera escrupolosa i exhaustiva d'aplicar la no-violència a les activitats quotidianes, i especialment al menjar, configura tota la seva vida i és el segell més significatiu de la identitat jainista.
Per als jainistes, el lactovegetarianisme (generalment conegut simplement com a vegetarianisme a l'Índia) és obligatori. Els aliments que contenen, fins i tot, petites partícules dels cossos d'animals morts o ous estan absolutament prohibits. Alguns erudites i activistes jainistes donen suport al veganisme, ja que la producció industrial de productes lactis implica violència contra les vaques.
Els jainistes més estrictes no mengen verdures d'arrel com patates, cebes, arrels i tubercles. Es fereixen petits organismes quan s'arrenca la planta. A més, la capacitat d'un bulb o tubercle per brotar es veu com una característica d'un ésser viu. A més, el consum de la majoria de verdures d'arrel implica arrencar i matar la planta sencera, en contrast amb el consum de la majoria de les altres hortalisses, en què les plantes sobreviuen després d'arrancar les verdures (o se suposa que s'havia de marcir de totes maneres). Els bolets, fongs i llevats també estan prohibits en el jainisme. Aquests creixen en entorns no higiènics i poden donar suport a altres formes de vida. L'alfals és l'única planta coneguda que conté vitamina D2, que poden utilitzar directament o usar per fer suplements de vitamina D2. La mel no s'utilitza, ja que la seva recollida es veu com a violència contra les abelles.
Se suposa que els jainistes tampoc consumeixen els aliments que sobren durant la nit a causa de la contaminació per microbis. La majoria de receptes jainistes substitueixen la patata pel plàtan mascle.

## Malentesos
Les escriptures jainistes discuteixen diverses idees errònies que es troben en el cas d'Ahimsa. Sovint s'oposen a les creences vèdiques en sacrificis i altres pràctiques que justificaven la violència de diverses maneres. El Puruṣārthasiddhyupāya d'Ācārya Amritacandra discuteix extensament aquestes creences errònies per alertar-ne els laics jainistes.Aquests malentensos són els següents:

### Sacrifici d'animals
Els jainistes van denunciar la creença que els animals existien per a yajna (sacrifici), i aleshores no es considerava una matança, ja que elevava no només la persona que feia el sacrifici, sinó també els animals. Ācārya Amṛtacandra de Puruṣārthasiddhyupāya va condemnar aquesta pràctica afirmant que és una idea errònia sostenir que els Déus estan contents amb els sacrificis dels éssers vius i que no hi ha cap error en cometre hiṃsā pel bé de la religió.
Ācārya Amṛtacandra diu que els animals no s'han de matar pels convidats o persones dignes de respecte, com sovint es demana en determinades escriptures. També és una creença errònia que els animals salvatges que maten molts altres animals s'han de matar. Això sovint es justifica en nom de la caça esportiva d'animals ferotges com els tigres. Una altra creença errònia que es transmet per justificar la matança d'animals ferotges és que aquests maten moltes vides i acumulen pecats greus i, per tant, matar-los és un acte de misericòrdia. Segons el jainisme, matar no pot ser mai un acte de misericòrdia.També és un error creure que és aconsellable matar aquells que pateixen perquè puguin alleujar-se de l'agonia.Aquest tipus d'arguments se segueixen per justificar la matança d'aquells animals que poden haver envellit o estan ferits i, per tant, es tornen des del punt de vista comercial inútils.

### Creences errònies
Altres creences errònies són matar a aquells que es troben en estat de felicitat o aquells que estan meditant per la creença errònia que l'estat mental en el moment de la mort es perpetuarà en futures vides. També és una creença errònia que la mort d'un mateix i dels altres es justifica dient que l'ànima que està empresonada al cos serà alliberada de manera permanent i aconseguirà la salvació.

## Els fruits de la no-violència
Segons els textos jainistes, els fruits de l'himsā (violència) depenen de la gravetat de les passions en el moment de l'inici d'aquest acte. Un pot ser responsable de l'acte pecaminós de l'himsā sense causar realment lesions; l'altre, tot i haver causat lesions, pot no ser responsable de l'acte. A més, quan dues persones cometen l'acte d'himsā conjuntament, les seves conseqüències en el desenvolupament (del karma) poden ser greus per a una persona i lleus per a l'altra. Segons els jainistes, les conseqüències del karma són inevitables. Les conseqüències poden trigar un temps a tenir efecte, però el karma mai és infructuós. El karma latent es torna actiu i dona fruits quan sorgeixen les condicions propícies. Una gran part del karma atret suporta les seves conseqüències amb efectes fugaços menors, ja que generalment la majoria de les nostres activitats estan influenciades per emocions negatives lleus. No obstant això, aquelles accions que estan influenciades per emocions negatives intenses provoquen un vincle kàrmic igual de fort que, normalment, no dona fruits immediatament. Assumeix un estat inactiu i espera que les condicions favorables, com ara el temps, el lloc i l'entorn adequats, sorgeixin perquè es manifesti i produeixi efectes. Si no es donen les condicions favorables, els karmes respectius es manifestaran al final del període màxim durant el qual pot romandre lligat a l'ànima. Aquestes condicions favorables per a l'activació dels karmes latents estan determinades per la naturalesa dels karmes, la intensitat del compromís emocional en el moment dels karmes vinculants i la nostra relació real amb el temps, el lloc i l'entorn. Hi ha certes lleis de precedència entre els karmes, segons les quals la realització d'alguns d'aquests es pot ajornar però de cap manera prohibir-se.

## Agraïments
L'Ahimsa, un principi important de totes les religions originàries de l'Índia, es considera com un dogma de fe pels seguidors de les religions índies.
Mahatma Gandhi opinava que cap religió al món havia explicat el principi d'Ahimsa de manera tan profunda i sistemàticament com es discuteix amb l'aplicabilitat a cada vida humana en el jainisme. El principi benèvol d'Ahimsa o no-violència serà atribuït a la pràctica pels pobles del món per assolir el final dels seus dies en aquest món i en el més enllà. Segur que el jainisme arribarà a l'estatus més alt i el Senyor Mahavira serà respectat com la màxima autoritat d'Ahimsa.
Bal Gangadhar Tilak ha atribuït al jainisme el cessament de la matança d'animals a la religió bramànica. Alguns erudits han traçat l'origen d'Ahimsa als jainistes i els seus precursors, els sramanas. Segons Thomas McEvilley, un conegut indòleg, certes marques distintives de la civilització de la vall de l'Indus representen una figura meditativa envoltada d'una multitud d'animals salvatges, cosa que demostra la tradició del proto ioga a l'Índia semblant al jainisme. Aquesta imatge en particular podria suggerir que tots els animals representats són sagrats per a aquest practicant en particular. En conseqüència, aquests animals estarien protegits dels danys. El primer ministre de l'Índia, Narendra Modi, va escriure l'eslògan jainista, "Ahimsa parmo dharma", al compte de Facebook del mur reial de la seva seu, quan va assistir a una sessió de preguntes i respostes a l'ajuntament el setembre de 2015.